# پل اوکنفولد
پل مارک اوکنفولد (به انگلیسی: Paul Mark Oakenfold) (زادهٔ ۳۰ اوت ۱۹۶۳) یک تهیّه‌کنندهٔ موسیقی و دی‌جی ترنس است.